# 斯特雷熱什蒂鄉
44°32′N 24°16′E / 44.533°N 24.267°E
斯特雷熱什蒂鄉（羅馬尼亞語：Comuna Strejești, Olt），是羅馬尼亞的鄉份，位於該國南部，由奧爾特縣負責管轄，面積47平方公里，海拔高度137米，2007年人口3,436，人口密度每平方公里73人。